# Sydbank Arena
Sydbank Arena is een sport- en evenementenhal in Kolding in het zuiden van Jutland in Denemarken. Het complex bestaat uit drie afzonderlijke hallen. De grootste hal wordt gebruikt door de Deense handbalclub Kolding IF Håndbold die in de hoogste divisie speelt. De hal werd ook gebruikt voor het wk handbal voor vrouwen in 2015. Het complex draagt de naam van de sponsor Sydbank.

## Sportevenementen
Handbal
- Wereldkampioenschap handbal vrouwen 2015
- Europees kampioenschap handbal vrouwen 2020
- Wereldkampioenschap handbal vrouwen 2023